# Corona radiata
Pour les articles homonymes, voir corona radiata (homonymie).
La corona radiata est l'ensemble des cellules folliculaires issues de la granulosa et qui entourent l'ovocyte I et II.
Ces cellules spécialisées directement au contact de l'ovocyte sont le plus visible au stade du follicule pré-ovulatoire, ou follicule de Graaf, et font partie du cumulus proliger (massif de cellules de la granulosa qui le rattache à la périphérie).